# Johannes Hindjou
Johannes Hindjou (ur. 8 listopada 1979) – namibijski piłkarz grający na pozycji pomocnika.

## Kariera klubowa
W swojej karierze piłkarskiej Hindjou grał w klubach Liverpool Okahandja (1996-2003), Civics FC (2003-2006) i African Stars FC (2006-2007).

## Kariera reprezentacyjna
W reprezentacji Namibii Hindjou zadebiutował 1 czerwca 1996 roku w wygranym 2:0 eliminacji do MŚ 1998 z Mozambikiem. W 1998 roku został powołany do kadry na Puchar Narodów Afryki 1998. Na nim rozegrał trzy spotkania: z Wybrzeżem Kości Słniowej (3:4), z Angolą (3:3) i z Republiką Południowej Afryki (1:4). W kadrze narodowej grał do 2005 roku. Rozegrał w niej 63 mecze i strzelił 10 goli.